# No dormirás
No dormirás és una pel·lícula de thriller de terror hispano-argentina-uruguaiana dirigida per Gustavo Hernández i protagonitzada per Belén Rueda i Eva de Dominici.

## Trama
Ambientada a la dècada de 1980, la trama segueix a Bianca, una actriu que s'uneix a un grup de teatre liderat per Alma Böhn que està preparant una obra escènica que empra mètodes experimentals relacionats amb llargs períodes d'insomni per desbloquejar. graus més alts de percepció. Així que Bianca va a un hospital psiquiàtric abandonat, competint pel paper principal amb Ceci.

## Repartimentt
- Belén Rueda com Alma Böhn[2]
- Eva de Dominici com a Bianca[2]
- Natalia de Molina com a Ceci[2]
- María Zabay com a Marlene[2]
- Eugenia Tobal com a Sara[2]
- Germán Palacios com a Krosso[2]
- Juan Guilera com a Fonzo[2]
- Miguel Ángel Maciel[2]

## Producció
El guió va ser escrit per Juma Fodde Una coproducció entre companyies d'Argentina, Espanya i Uruguai, la pel·lícula va ser produïda per Pampa Films, Gloriamundi Producciones; White Films AIE, Bowfinger International Pictures, Tandem Films i Mother Superior.

## Estrena
Distribuïda per 20th Century Fox, la pel·lícula es va estrenar a l'Uruguai l'11 de gener de 2018. Després de la projecció a el Festival de Màlaga el 15 d'abril de 2018, la pel·lícula es va estrenar a les sales espanyoles el 15 de juny de 2018, distribuïda per Filmax.

## Recepció
Ezequiel Boetti de Página/12 va escriure que la pel·lícula presenta una atmosfera ominosa "ben aconseguida" a la seva primera meitat, però més tard aporta un final que redueix el poder dramàtic de la pel·lícula. per convertir-lo en "una altra història de fantasmes traumatitzats amb ganes de venjança".
Dennis Harvey de Variety va considerar que la pel·lícula era "massa brillant, artificiosa i depenent dels ensurts dels salts de memòria com per provocar gran ensurt", també presentant una "execució sense inspiració i treballadora."
Andrea G. Bermejo va valorar la pel·lícula amb 2½ sobre 5 estrelles, resumint-la com "un compendi de tòpics dirigit virtuosament".
Beatriz Martínez de Fotogramas va considerar que la pel·lícula és "una gran peça d'horror psicològic", destacant "l'ambient al·lucinògen" de la pel·lícula, el treball del director i les actuacions d'Eva de Dominici, Belén Rueda i Natalia de Molina, tot citant el clímax "una mica confús" com a punt negatiu.
Francisco Griñán de Diario Sur va escriure que la pel·lícula "té els recursos, el misteri i l'objectiu de deleitar els amants del gènere", però no l'ambició de transgredir les regles del gènere.
Raquel Hernández Luján de HobbyConsolas va aconseguir 58 punts sobre 100 destacant la primera hora, mostrant "idees brillants" i actrius "totalment implicades en els seus papers", especialment Natalia de Molina, tot denunciant l'última part mal resolta, "a prop del risible" i el grotesc.

## Premis
| Any  | Premi                                | Categoria                                | Nominat           | Resultat  | Ref          |
| ---- | ------------------------------------ | ---------------------------------------- | ----------------- | --------- | ------------ |
| 2018 | 21st Festival de Màlaga              | Bisnaga de Plata a la millor fotografia  | Guillermo Nieto   | Guanyador | [ 8 ]        |
| 2018 | 21st Festival de Màlaga              | Bisnaga de plata al millor muntatge      | Pablo Zumárraga   | Guanyador | [ 8 ]        |
| 2019 | XXVIII Premis de la Unión de Actores | Millor actriu en producció internacional | Belén Rueda       | Nominat   | [ 9 ] [ 10 ] |
| 2019 | XXVIII Premis de la Unión de Actores | Millor actriu en producció internacional | Natalia de Molina | Nominat   | [ 9 ] [ 10 ] |